# Tbilissi Caucasians
 (juillet 2025).
Motif : Notoriété très limitée étant donné l'activité sur une seule saison sportive, et uniquement pour deux matchs dans le cadre d'un tournoi qualificatif. Une fusion avec l'article de la fédération géorgienne semble plus pertinente. Pour mémoire, cas similaire précédemment traité : Discussion:Belgium Rugby Barbarians XV/Admissibilité.
- Archive Wikiwix
- Bing
- Cairn
- DuckDuckGo
- E. Universalis
- Gallica
- Google
- G. Books
- G. News
- G. Scholar
- Persée
- Qwant
- (zh) Baidu
- (ru) Yandex
- (wd) trouver des œuvres sur Wikidata

| 1. | Préciser le motif de la pose du bandeau. | Précisez le motif de la pose du bandeau en utilisant la syntaxe suivante : {{admissibilité à vérifier\|date=juillet 2025\|motif=remplacez ce texte par le motif}}                        |
| 2. | Informer les utilisateurs concernés.     | Pensez à avertir le créateur de l'article, par exemple, en insérant le code ci-dessous sur sa page de discussion : {{subst:avertissement admissibilité à vérifier\|Tbilissi Caucasians}} |

Les Tbilisi Caucasians (couramment partiellement francisé en Tbilissi Caucasians) sont une franchise géorgienne de rugby à XV. Elle est créée dans le cadre du Challenge européen 2014-2015, puis mise en sommeil.

## Histoire
Fondée en 2014, la franchise adopte un faucon comme emblème et est la 1re équipe géorgienne à participer à une Coupe d'Europe.
En Challenge européen 2014-2015, elle dispute un barrage contre le club italien du Rugby Rovigo pour intégrer éventuellement la poule 3 constituée du Stade français, de Newport et de Newcastle. Leur entraîneur est le Géorgien Levan Maisashvili.
Sa participation aux qualifications pour le Challenge européen n'est pas reconduite par la Georgian Rugby Union la saison suivante,. À partir de 2017, la Géorgie est représentée par l'un des clubs évoluant en championnat national et non la franchise des Caucasians.

## Effectif 2014-2015
| Nom                    | Poste                  | Naissance        | Nationalité sportive | Sélections (points marqués) | Club               |
| ---------------------- | ---------------------- | ---------------- | -------------------- | --------------------------- | ------------------ |
| Bachana Gogishvili     | Pilier                 | 23 août 1987     | Géorgie              | -                           | Kochebi RC         |
| Omar Baliashvili       | Pilier                 | 9 avril 1991     | Géorgie              | -                           | Locomotive         |
| Giorgi Sanikidze       | Pilier                 | 18 juillet 1984  | Géorgie              | 2 (0)                       | Lelo Saracens      |
| David Gurgenadze       | Pilier                 | 14 décembre 1979 | Espagne              | 14 (5)                      | Armia SC           |
| Ilya Kaikatsishvili    | Pilier                 | 19 février 1993  | Géorgie              | -                           | RC Jiki            |
| Badri Alkhazashvili    | Talonneur              | 31 juillet 1995  | Géorgie              | -                           | Lelo Saracens      |
| Irakli Chomakhashvili  | Talonneur              | 11 juillet 1991  | Géorgie              | -                           | Armazi             |
| Shota Tskhovrebashvili | Talonneur              | 30 août 1987     | Géorgie              | -                           | Rugby Club Batoumi |
| Sandro Koiava          | Deuxième ligne         | 1er mars 1990    | Géorgie              | -                           | Lelo Saracens      |
| Mikheil Archuashvili   | Deuxième ligne         | 5 octobre 1986   | Géorgie              | -                           | Kochebi RC         |
| Giorgi Mchedlishvili   | Deuxième ligne         | 13 janvier 1993  | Géorgie              | -                           | RC Jiki            |
| Beka Nikolaishvili     | Deuxième ligne         | 3 mai 1989       | Géorgie              | -                           | Lelo Saracens      |
| Elguja Surguladze      | Troisième ligne        | 12 novembre 1992 | Géorgie              | -                           | Lelo Saracens      |
| Giga Tkhilaishvili     | Troisième ligne        | 8 avril 1991     | Géorgie              | 13 (0)                      | Rugby Club Batoumi |
| Bachana Kolelishvili   | Troisième ligne        | 27 octobre 1991  | Géorgie              | -                           | Lelo Saracens      |
| Beka Kurashvili        | Troisième ligne        | 17 juillet 1982  | Géorgie              | -                           | Aia Kutaisi        |
| Zviad Maissuradze      | Troisième ligne centre | 28 octobre 1980  | Géorgie              | 34 (30)                     | Lelo Saracens      |
| Beka Bitsadze          | Troisième ligne centre | 24 mars 1991     | Géorgie              | 10 (0)                      | Locomotive         |
| Giorgi Kacharava       | Demi de mêlée          | 28 juin 1981     | Géorgie              | 7 (0)                       | Lelo Saracens      |
| Giorgi Begadze         | Demi de mêlée          | 4 mars 1986      | Géorgie              | 24 (0)                      | Kochebi RC         |
| Vasil Lobzhanidze      | Demi de mêlée          | 23 mai 1996      | Géorgie              | -                           | Armazi             |
| Lasha Khmaladze        | Demi d'ouverture       | 20 janvier 1988  | Géorgie              | 29 (15)                     | Lelo Saracens      |
| Temur Sokhadze         | Demi d'ouverture       | 25 mai 1985      | Géorgie              | 10 (2)                      | Kochebi RC         |
| Irakli Chkhikvadze     | Centre                 | 5 octobre 1987   | Géorgie              | 25 (20)                     | Armia SC           |
| Giorgi Pruidze         | Centre                 | 2 juin 1994      | Géorgie              | -                           | Aia Kutaisi        |
| Giorgi Talakhadze      | Centre                 | 24 août 1994     | Géorgie              | -                           | Lelo Saracens      |
| Tornike Tsertsvadze    | Centre                 | 12 décembre 1984 | Géorgie              | -                           | Lelo Saracens      |
| Muraz Giorgadze        | Ailier                 | 28 juin 1994     | Géorgie              | 2 (5)                       | Armazi             |
| Giorgi Shkinin         | Ailier                 | 7 mars 1983      | Géorgie              | 37 (30)                     | Locomotive         |
| Alexander Todua        | Ailier                 | 2 novembre 1987  | Géorgie              | 40 (15)                     | Lelo Saracens      |
| Beka Tsiklauri         | Arrière                | 9 février 1989   | Géorgie              | 15 (63)                     | Locomotive         |
| Irakli Kiasashvili     | Arrière                | 18 février 1985  | Géorgie              | 15 (29)                     | Lelo Saracens      |
| Giorgi Aptsiauri       | Arrière                | 20 janvier 1994  | Géorgie              | -                           | Aia Kutaisi        |